# Bad Salzdetfurth
Bad Salzdetfurth è una città di 13 266 abitanti, della Bassa Sassonia, in Germania.
Appartiene al circondario (Landkreis) di Hildesheim (targa HI).
Il 1º marzo 1974 ha incorporato il territorio di alcuni comuni soppressi: Bodenburg, Breinum, Detfurth, Groß Düngen, Heinde, Hockeln, Klein Düngen, Lechstedt, Listringen, Östrum, Wehrstedt, Wesseln.